# Otshudi Lamá
Otshudi Lamá (15 de janeiro de 1985) é um futebolista profissional moçambicano que atua como guarda-redes.

## Carreira
Otshudi Lamá integrou a Seleção Moçambicana de Futebol no Campeonato Africano das Nações de 2010.